# Zeche Friedrich der Große
Die Zeche Friedrich der Große, im Volksmund Piepenfritz, war ein Steinkohlen-Bergwerk im Herner Ortsteil Horsthausen (bzw. Schacht III/IV in Börnig). Sie bestand zuletzt aus den Schachtanlagen 1 & 2 und 3, 4 & 6, sowie dem Wetterschacht 5.

## Geschichte

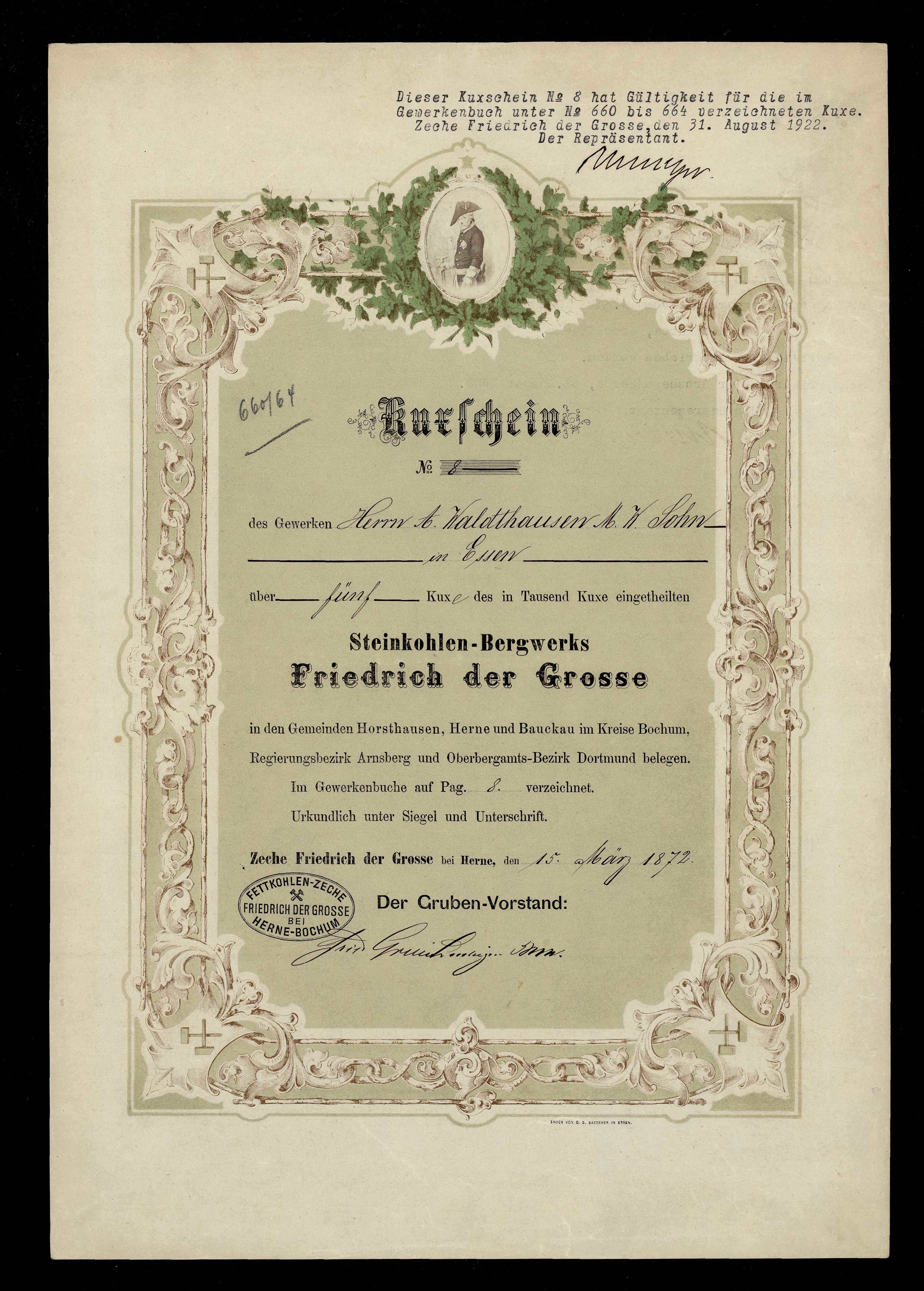
Kux-Schein des Steinkohlen-Bergwerkes Friedrich der Grosse vom 15. März 1872

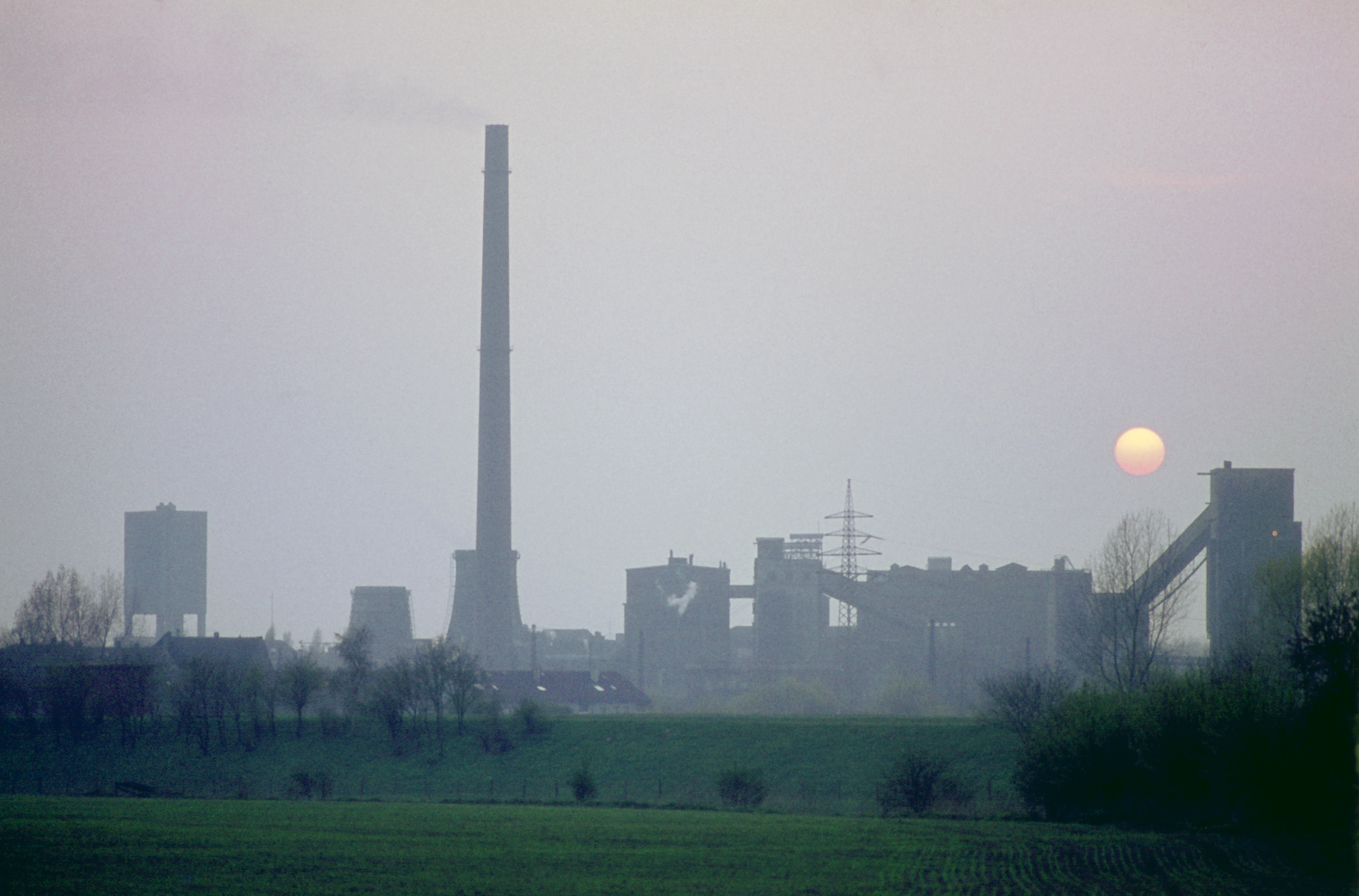
Friedrich der Große 1978

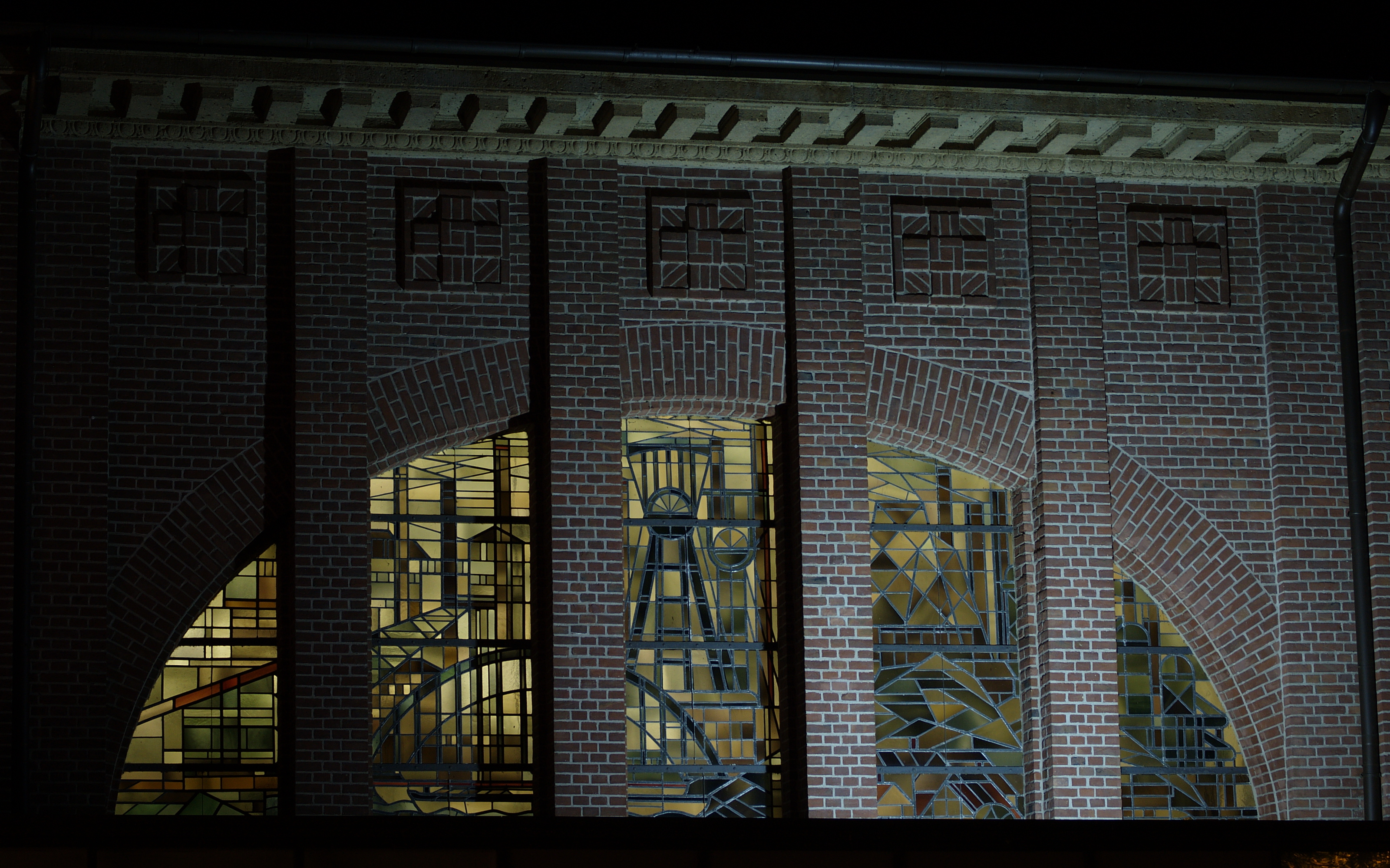
Bildfenster in der Halle des Herner Bahnhofs mit Motiven der Zeche von 1953, entworfen von Jupp Gesing

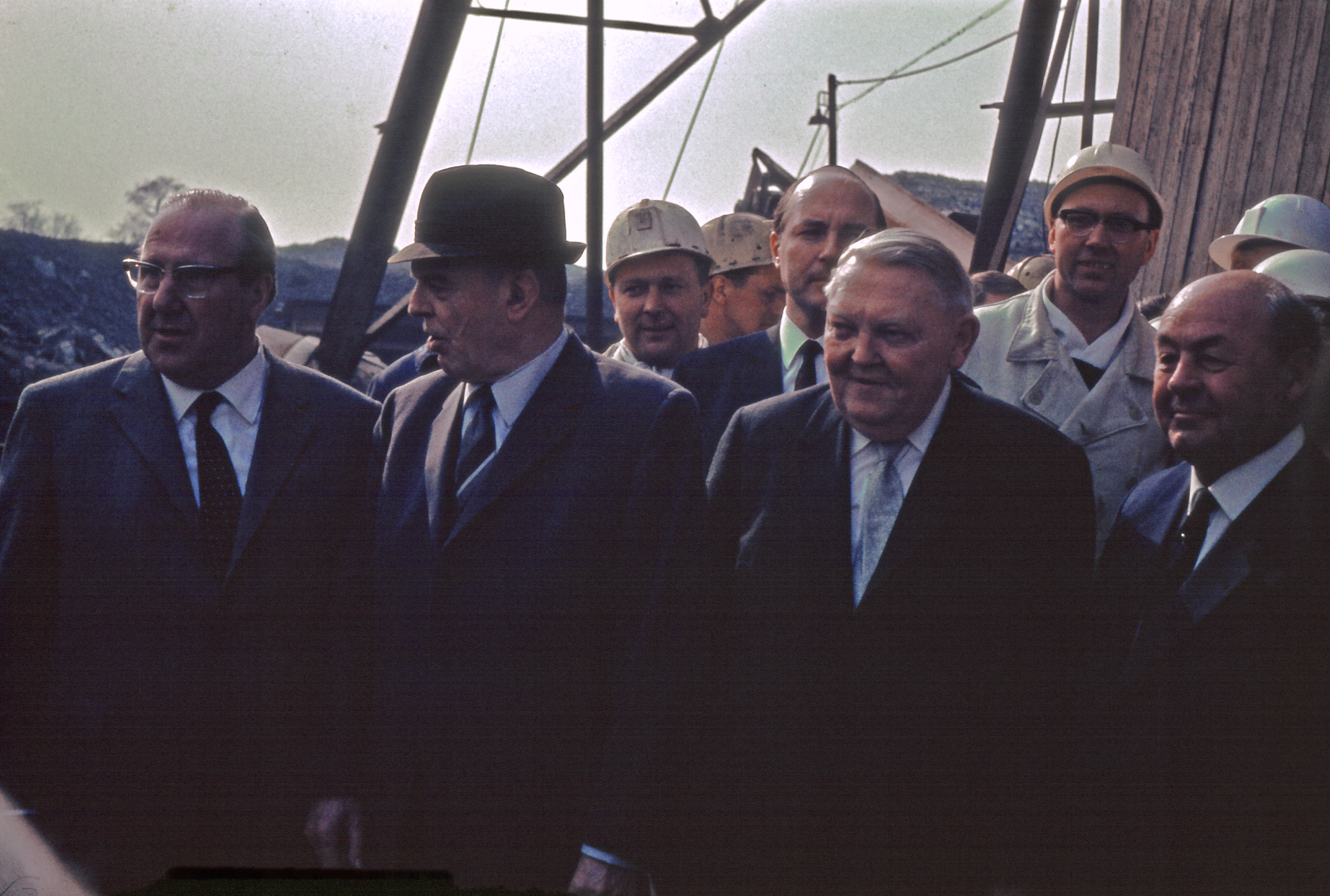
Besuch von Bundeskanzler Erhard auf der Baustelle von Schacht 6 am 2. April 1965. V.l.n.r: Ministerpräsident Franz Meyers, Assessor Bähr (Deilmann), Bundeskanzler Ludwig Erhard, Bergwerksdirektor Bergrat Helmuth Heintzmann

Im Jahr 1870 wurde mit dem Abteufen von Schacht 1 begonnen. Vier Jahre später wurde in diesem Schacht ab der 2. Sohle auf 303 Meter Kohle gefördert. Im gleichen Jahr wurde der Eisenbahnanschluss zum Bahnhof in Herne in Betrieb genommen.
Ab dem Jahr 1885 wurde die erste Kohlenseparation betrieben. Im folgenden Jahr wurde in der Nähe von Schacht 1 eine Kokerei zur Kokserzeugung gebaut. Der zweite Schacht wurde im Jahr 1890 neben Schacht 1 abgeteuft. Drei Jahre später, 1893, wurde die vierte Sohle auf 420 Meter im Schacht 2 in Betrieb genommen.
Am Dortmund-Ems-Zweigkanal wurde 1895 der Hafen eröffnet und im Jahr 1899 wurde die Kohlenwäsche und Kohlensieberei neu gebaut.
Im Jahr 1902 wurde die Anlage 3/4 mit Beginn des Abteufens von Schacht 3 errichtet, Schacht 4 wurde 1903 abgeteuft. Die Schächte 3 (2. Sohle, 384 Meter) und 4 (4. Sohle, 407 Meter) wurden 1907 in Betrieb genommen.
Auf der Anlage 3/4 wurde 1908 eine Ziegelei gebaut. 1913 wurde Schacht 5 (5. Sohle, 536 Meter) abgeteuft und im Jahr 1915 in Betrieb genommen. Im selben Jahr wurde ein Hafen für die Anlage 3/4 am Zweigkanal des Dortmund-Ems-Kanals errichtet.
Im Jahr 1918 ereignet sich eine schwere Schlagwetterexplosion auf der Anlage 1/2, mit insgesamt 26 Toten. Ab 1929 ist eine Zentralkokerei mit 60 Öfen auf 3/4 vorhanden.
Die Betriebsteile 1–5 wurden 1930 zu einer einheitlichen Anlage zusammengefasst. Im Jahr 1938 wurde der Hafen 1/2 stillgelegt und der Kanalabschnitt zwischen dem Ende an der Bahnhofstraße und der Einmündung des Rhein-Herne-Kanals trockengelegt. Dies entspricht der heutigen Trasse der A 42.

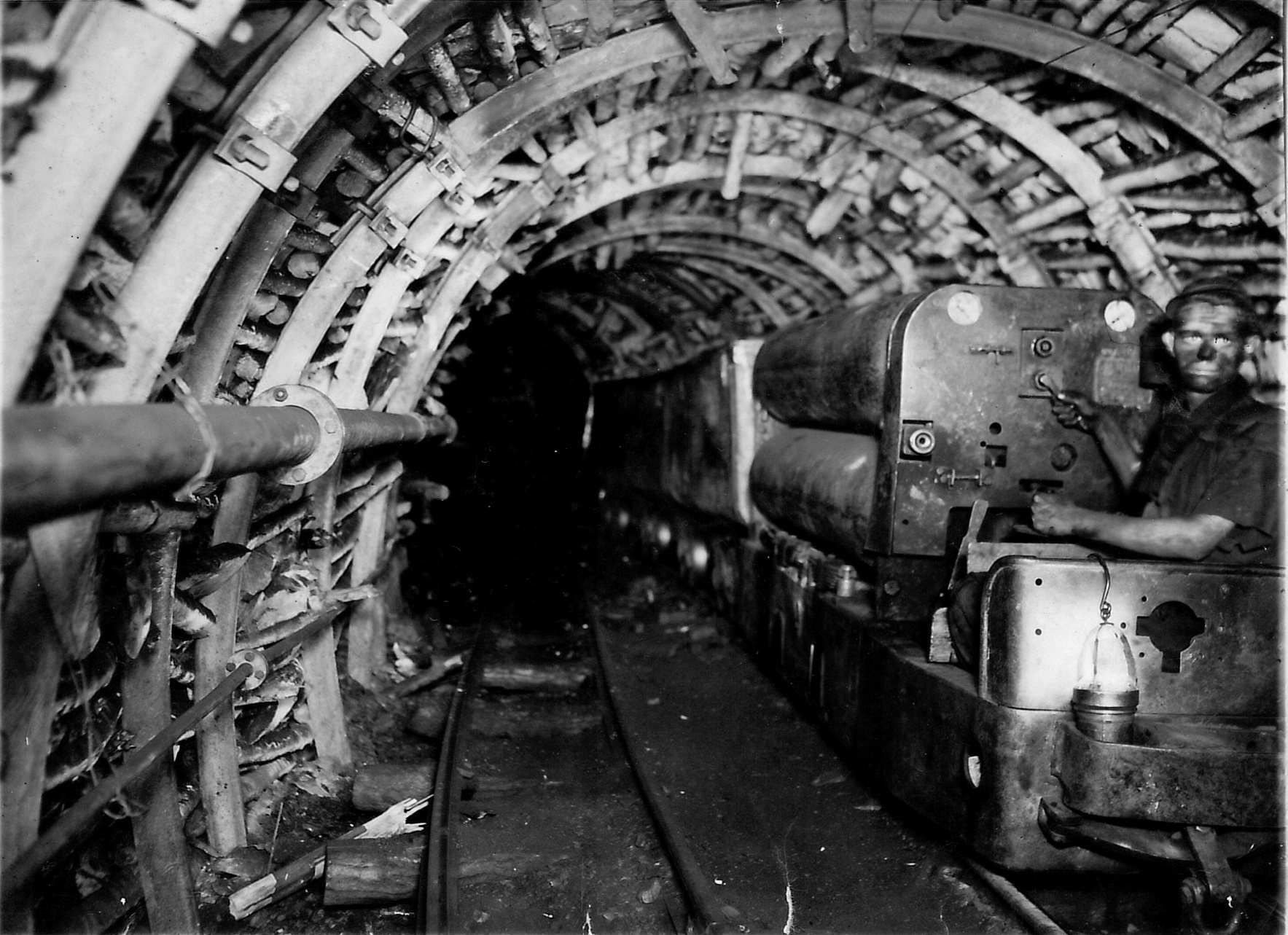
Lokführer 1948

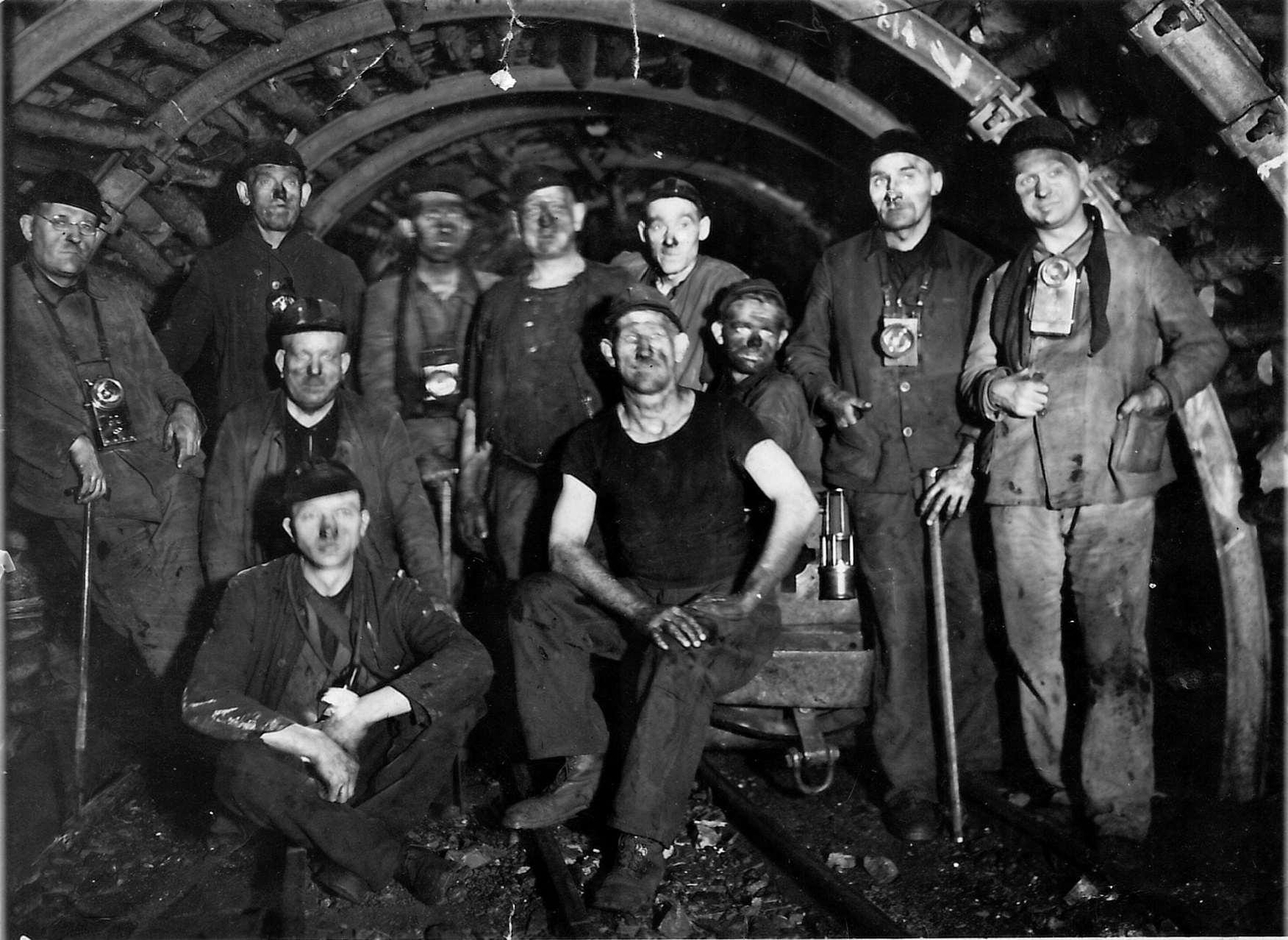
Gruppe Bergmänner 1948

Während des Zweiten Weltkriegs, 1944, starben durch britische Bombentreffer auf die Waschkaue 3/4 100 Arbeiter. Die gesamte Anlage wurde im Jahr 1953 aus betrieblichen Gründen wieder in die Anlagen 1/2/5 und 3/4 aufgeteilt.
Von 1962 bis 1965 wurden im Schacht 6 (1007 Meter) Abteufarbeiten betrieben. Gleichzeitig wurde der Schacht 5 umgebaut. Im Februar 1967 konnte der Schacht in Betrieb genommen werden. Am 3. Januar gleichen Jahres wurde die Anlage 1/2 stillgelegt.
Die Zeche wurde im Jahr 1969 in die Ruhrkohle AG aufgenommen und 1972 entsteht in 1000–1300 Metern Teufe eine Verbindung mit der Zeche Mont Cenis. Ab 1973 bilden beide Zechen eine Fördereinheit.
Im Jahr 1974 wird die Kokerei, vier Jahre später die gesamte Zeche Friedrich der Große - Mont Cenis stillgelegt.

## Friedrich der Große heute (2007)

### Anlage 1 & 2

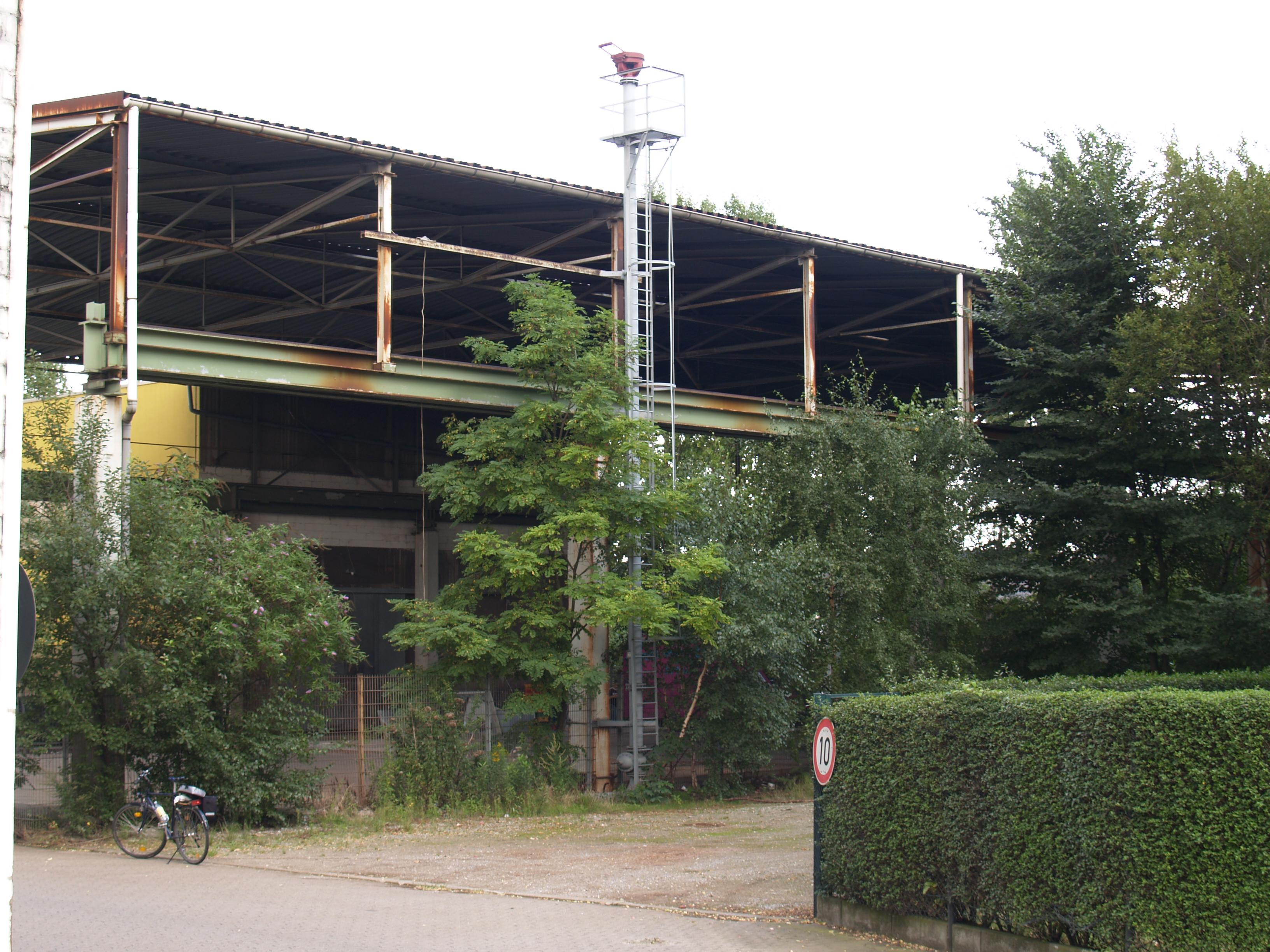
Hier stand früher Schacht 1

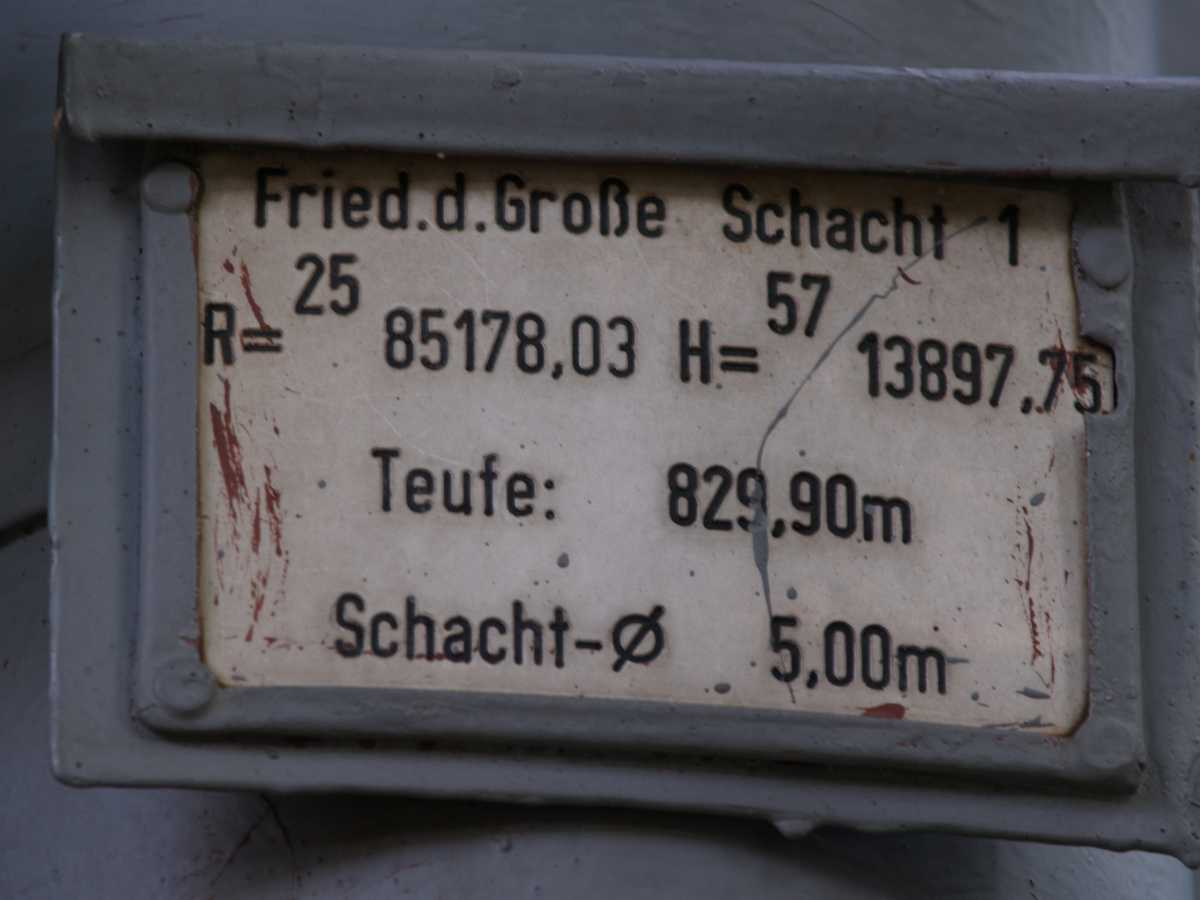
Plakette mit den Schachtdaten

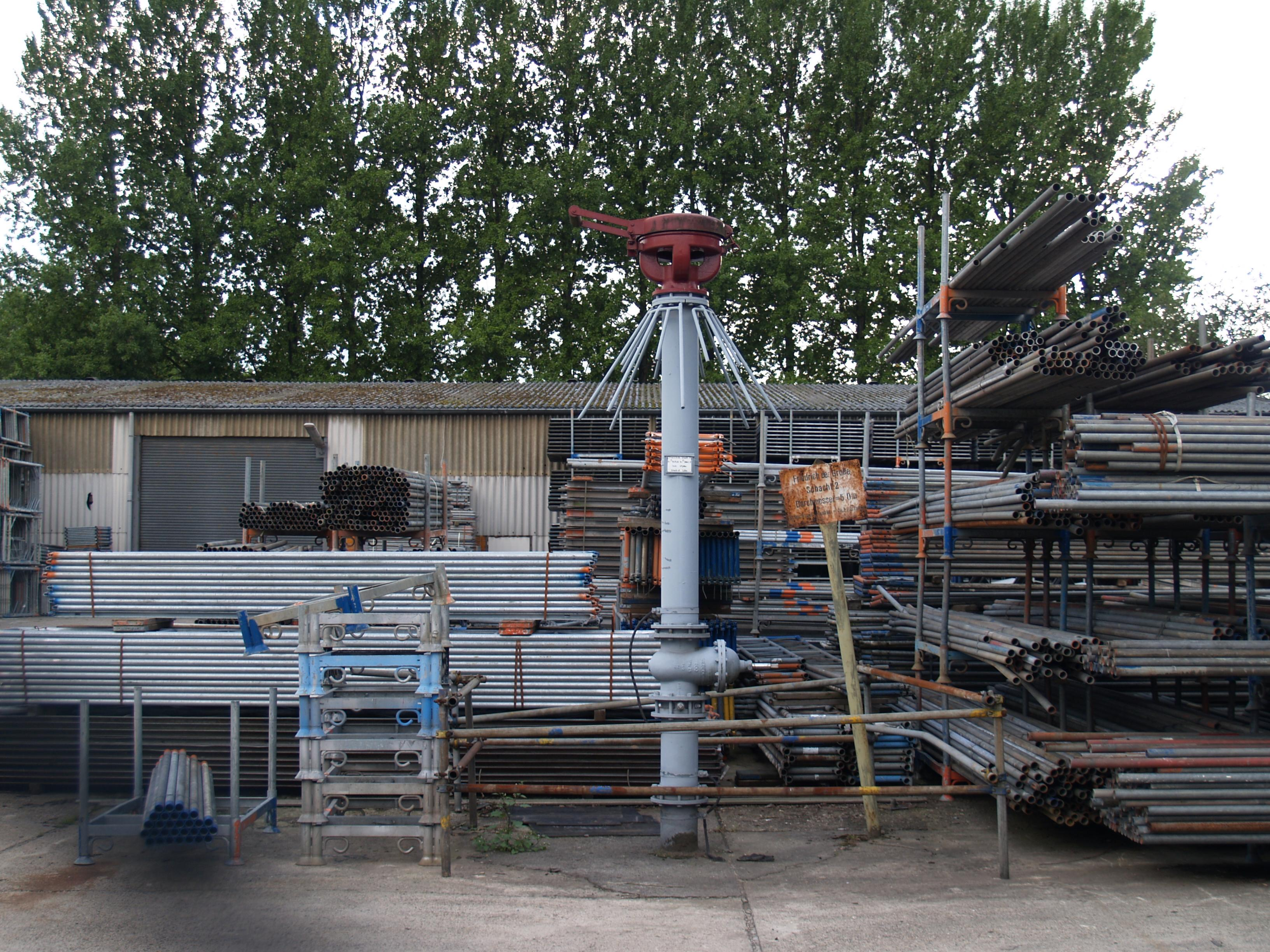
Hier stand Schacht 2; der Text auf dem Schild lautet: Friedrich der Große - Schacht 2 - Durchmesser = 5,0 m - Schachtmittelpunkt = Schildstange, außerdem sind die Gauß-Krüger-Koordinaten des Schachtes eingetragen

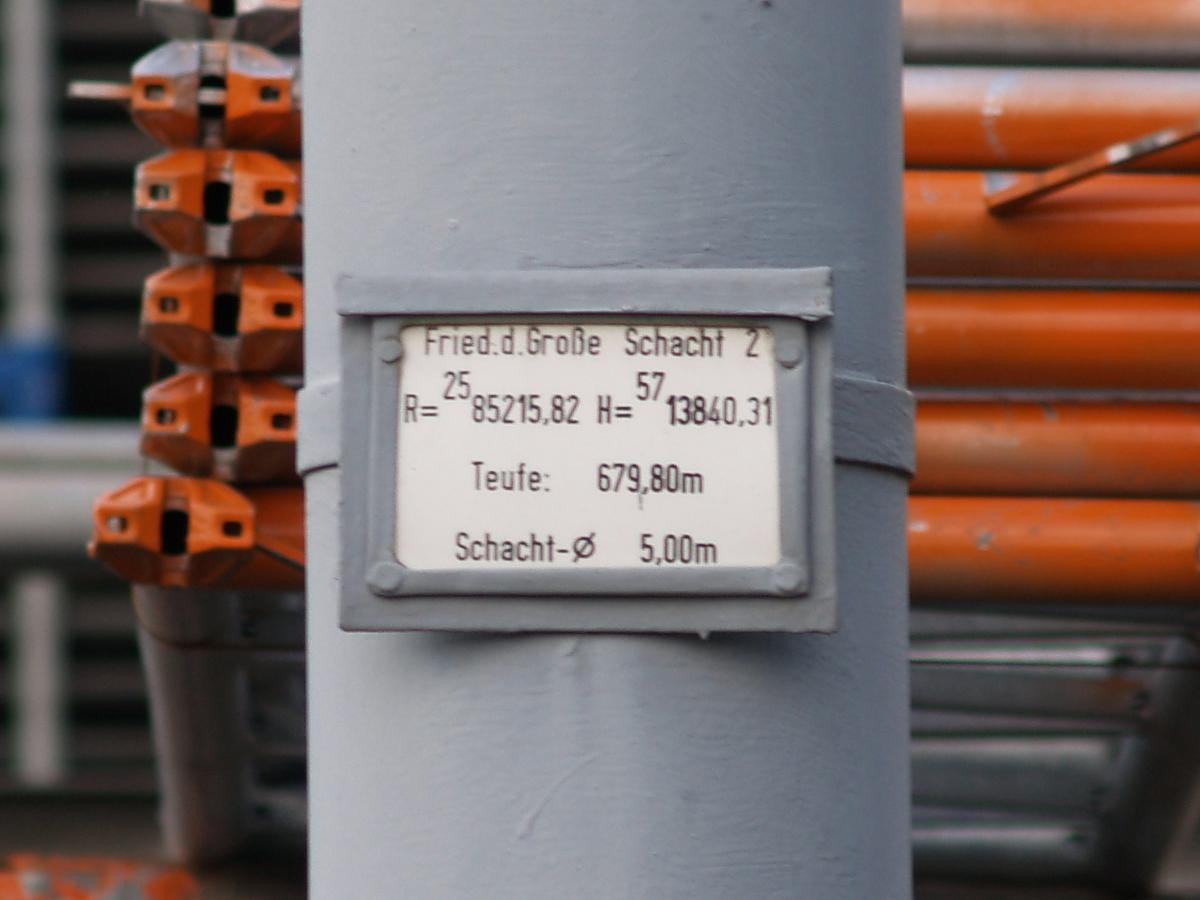
Daten von Schacht 2

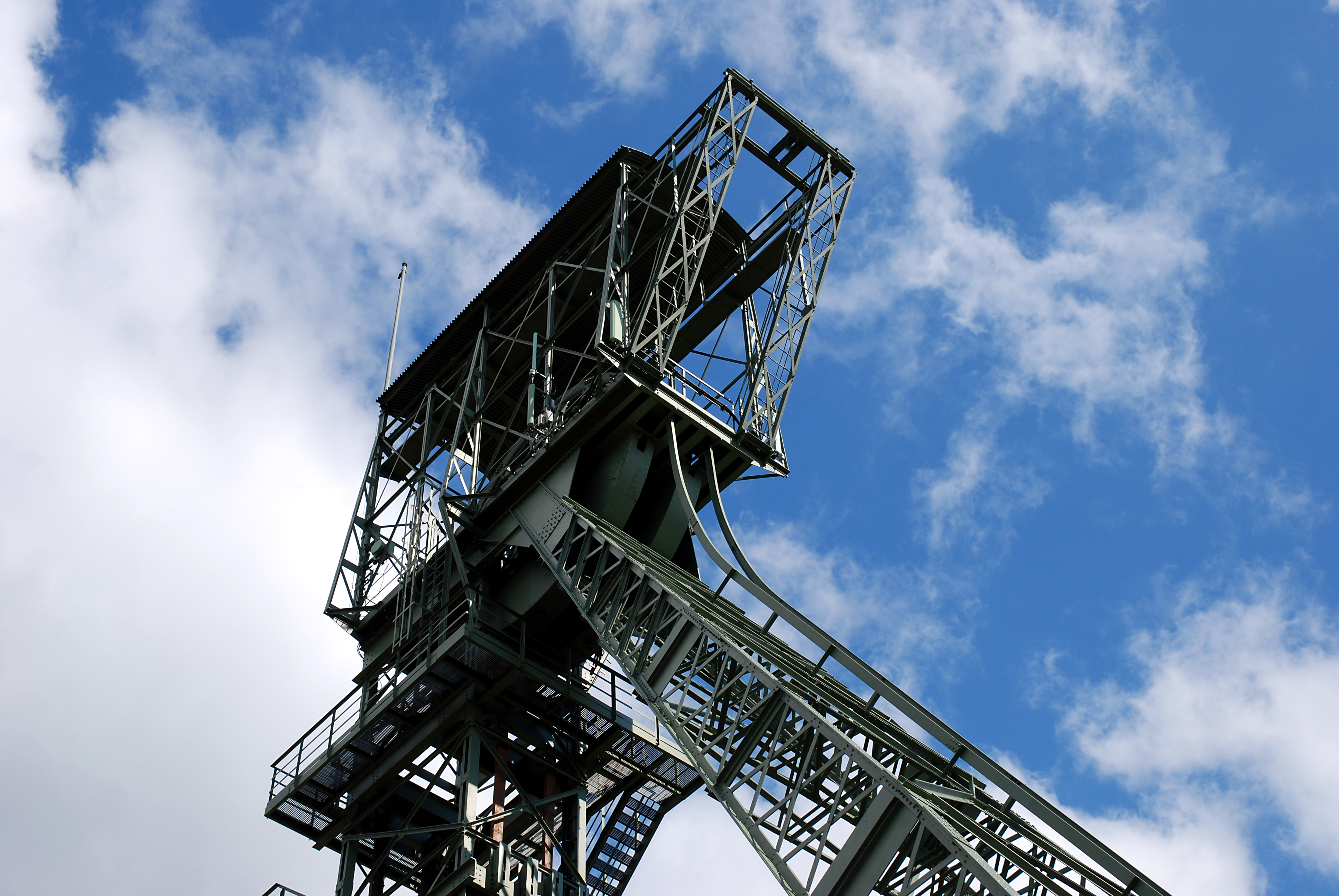
Das Schachtgerüst von Schacht 3 wurde auf dem Gelände der Zeche Zollern in Dortmund über Schacht 4 wiedererrichtet.

Das Betriebsgelände wurde bis auf ganz wenige Gebäude, Gebäudeteile und einen Teil der Umfassungsmauer vollständig abgeräumt. Die Schachtöffnungen sind mit Deckeln verschlossen. Überschüssige Grubengase können über Standrohre mit Protegohauben entweichen. Die Schachtanlage lag unmittelbar am Stichkanal, dem damaligen Ende eines Zweiges des Dortmund-Ems-Kanals und hatte dort einen Hafen für die Kohleverladung. Die nördlich des Kanals gelegenen Betriebsteile, Kokerei und Teerverwertung wurden schon vor dem Zweiten Weltkrieg abgebaut. Die Bergehalde, die über eine eigene Kanalbrücke mit Förderwagen beliefert wurde, wurde im Zuge des Baues der Autobahn A42 abgetragen und das Material für die Auffüllung des alten Kanalbettes zum Autobahndamm benutzt. Das Kokereigelände wurde für eine Wohnbebauung freigegeben, nach deren Fertigstellung entdeckte man die Kokereirückstände als Altlasten, was eine umständliche und kostspielige nachträgliche Bodensanierung erforderlich machte.
 Nutzung des Geländes:  Auf dem Gelände befinden sich die Tennisanlagen der gleichnamigen Sportgemeinschaft, verschiedene Industriebetriebe, Kfz- und Fliesenhandel, einige Dienstleister und eine türkische Veranstaltungshalle. Der Gleisanschluss des Geländes wurde 2011 zurückgebaut und zur Wohnbebauung freigegeben. Der letzte Nutzer der ehemaligen Gleisanlagen war nach Stilllegung des Bergwerkes 1967 ein Rohrveredlungsbetrieb (Pipeline-Rohre), der aber Herne schon in den siebziger Jahren verlassen hat.

### Anlage 3, 4 & 6

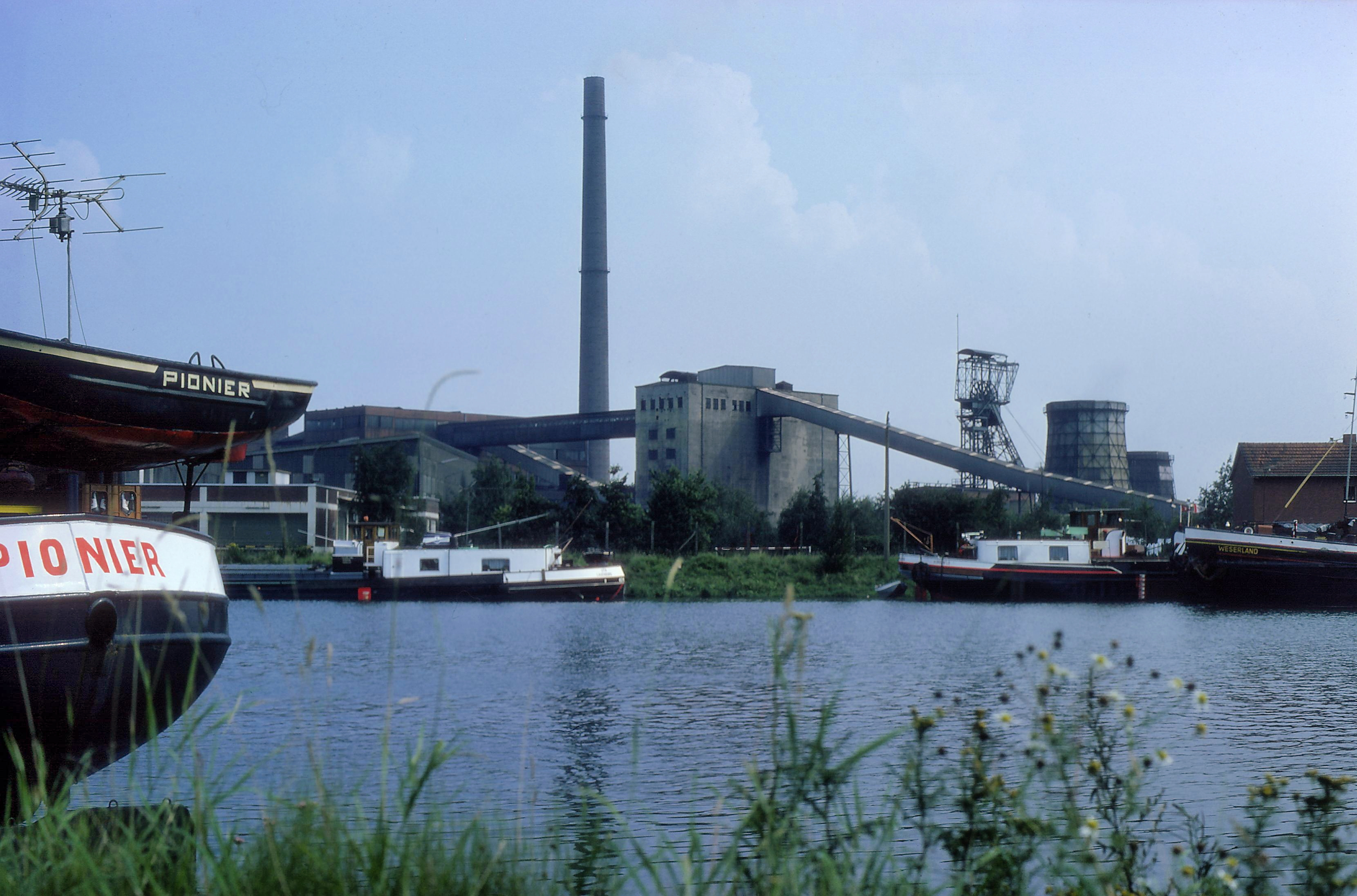
Schachtgerüst von Schacht 3 an seinem Originalstandort

Auf diesem Gelände wurden sämtliche Gebäude und Anlagen abgeräumt, dann wurde die Abraumhalde östlich der Zeche auf dem Gelände verteilt und so das gesamte Gelände 8 bis 12 Meter auf das Niveau des Ufers und der alten Kaimauer der Kohleverladung am Rhein-Herne-Kanal angehoben. Das stählerne Strebengerüst von Schacht 3 wurde bei den Abbrucharbeiten, die sich bis in das Jahr 1980 hinzogen, demontiert und in Dortmund auf der Zeche Zollern wieder aufgestellt. Dort diente dieses Industriedenkmal schon als Kulisse für die Fernsehshow „Immer wieder Sonntags“ mit Max Schautzer.
 Nutzung des Geländes:  Hier haben sich, begünstigt durch den nahen Autobahnanschluss der A42 große Logistik-Firmen (Dachser Lebensmittellogistik, UPS Paketdienst, Phönix Arzneimittelvertrieb) und eine Reihe kleinerer Industriebetriebe, Handwerker und Dienstleister angesiedelt. Soweit erkennbar, ist das Gebiet vollständig in Nutzung. Die Kaimauer wird nicht genutzt (nur durch Angler). Im ehemaligen Liegehafen liegen die Boote der Freizeit-Skipper. Der Gleisanschluss wurde der Geländeanhebung angepasst, wird aber nicht genutzt. Teile dieses ehemaligen Schienenweges wurden 2007 in einem Fuß- und Radweg umgestaltet, ein weiterer Abschnitt bis zur Werderstraße wurde 2019 eröffnet.

### Wetterschacht 5
Das Gebiet um den Wetterschacht 5, ca. 2 km westlich zwischen Rhein-Herne-Kanal und Emscher gelegen, wird privat genutzt und ist daher unzugänglich. Von diesem Schacht sind keine Bauten mehr zu erkennen.

## Koordinaten
- Schacht 1: 51° 33′ 11,17″ N, 7° 13′ 38,9″ O
- Schacht 2: 51° 33′ 9,31″ N, 7° 13′ 40,77″ O
- Schacht 3: 51° 33′ 40,86″ N, 7° 15′ 7,38″ O
- Schacht 4: 51° 33′ 40,39″ N, 7° 15′ 10,98″ O
- Schacht 5: 51° 33′ 48,6″ N, 7° 13′ 40,8″ O
- Schacht 6: 51° 33′ 37,2″ N, 7° 14′ 45,69″ O
- ehem. Zechenverwaltung: 51° 33′ 2,2″ N, 7° 13′ 35″ O
- Fördergerüst Schacht 3 an seiner neuen Position auf Zeche Zollern, Schacht 4.